# 서영화
서영화(1968년 ~ )는 대한민국의 배우이다.

## 학력
- 한국예술종합학교 연극과 1기

## 출연 작품

### 영화
- 《소설가의 영화》 (2022년) - 세원 역
- 《당신 얼굴 앞에서》 (2021년) - 행인 역
- 《인트로덕션》 (2021년) - 주원의 엄마 역
- 《고백》 (2021년) - 송미연 역
- 《겨울밤에》 (2020년) - 은주 역
- 《도망친 여자》 (2020년) - 영순 역
- 《집 이야기》 (2019년) - 미자 역
- 《영화로운 나날》 (2019년) - 혜옥 역
- 《풀잎들》 (2018년) - 성화 역
- 《죄 많은 소녀》 (2018년) - 경민 모 역
- 《호랑이보다 무서운 겨울손님》 (2018년) - 편집자 역
- 《밤의 해변에서 혼자》 (2017년) - 지영 역
- 《나의 기념일》 (2016년) - 엄마 역
- 《럭키》 (2016년) - 은주 엄마 역
- 《시선 사이》 (2016년) - 아주머니 역
- 《초인》 (2016년) - 연희 역
- 《소주와 아이스크림》 (2015년) - 아주머니 역
- 《지금은맞고그때는틀리다》 (2015년) - 주영실 역
- 《성실한 나라의 앨리스》 (2015년) - 경숙 역
- 《꿈보다 해몽》 (2015년) - 누나 역
- 《자유의 언덕》 (2014년) - 권 역
- 《화이: 괴물을 삼킨 아이》 (2013년) - 김선자 역
- 《마이 라띠마》 (2013년) - 옥수수 아줌마 역
- 《사이코메트리》 (2013년) - 준의 모 역
- 《더 먼 곳》 (2012년)
- 《내가 고백을 하면》 (2012년) - 혜진 역
- 《범죄소년》 (2012년) - 판사 역
- 《로맨스 조》 (2012년) - 초희 어머니 역
- 《아이들...》 (2011년) - 동필 모 역
- 《옥희의 영화》 (2010년) - 장수양 역
- 《암초가 있는 곳》 (2009년)
- 《잘 알지도 못하면서》 (2009년) - 여배우 심사위원 역
- 《우리 집에 왜 왔니》 (2009년) - 처제 1 역
- 《크로싱》 (2008년) - 용수 처 / 서용화 역
- 《비스티 보이즈》 (2007년) - 승우 모 역
- 《슈퍼맨이었던 사나이》 (2007년) - 희정 모 / 슈퍼맨 아내 역
- 《리턴》 (2007년) - 상우 모 역
- 《해부학 교실》 (2007년) - 선화 모 역
- 《멋진 인생》 (2006년)
- 《마음이...》 (2006년) - 고모 역
- 《임성옥 자살기》 (2005년)
- 《11월》 (2005년) - 엄마 역
- 《연애의 목적》 (2005년) - 국어선생 역
- 《세 개의 멜로》 (2004년)
- 《핑거프린트》 (2004년)
- 《흡연 모녀》 (2004년) - 엄마 역
- 《사물의 기억》 (2003년)
- 《원 파인 데이》 (2003년) - H의 아내 역
- 《살인의 추억》 (2003년) - 언덕 여 역
- 《휴가》 (2003년) - 창희 역
- 《뽀삐》 (2002년)
- 《하월》 (2000년)

### 드라마
- 《키마이라》 (OCN, 2021년) - 황 마담 역
- 《60일, 지정생존자》 (tvN, 2019년) - 노주영 역
- 《구해줘 2》 (OCN, 2019년) - 영선 모 역
- 《세상에서 가장 아름다운 이별》 (tvN, 2017년)
- 《블랙》 (OCN, 2017년) - 김준의 어머니 역